# Weira

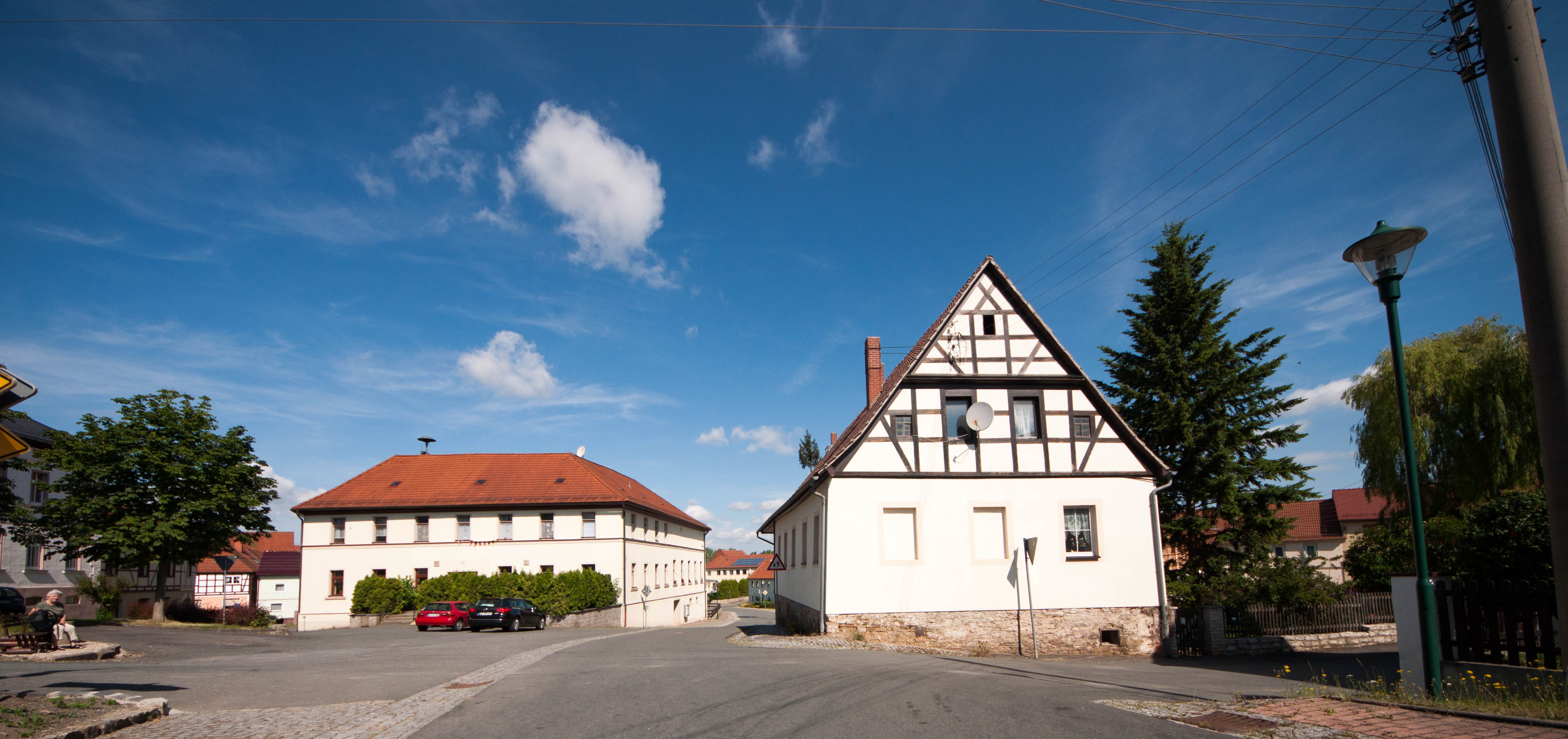
Dorfplatz von Weira mit der Gaststätte "Zur Fürstenfichte" und der ehemaligen Pfarrei

Weira ist eine Gemeinde im thüringischen Saale-Orla-Kreis. Die Gemeinde besteht aus den Ortsteilen Weira und Krobitz und ist der Verwaltungsgemeinschaft Oppurg zugehörig. In der Gemeinde ist ein Industrie- und Gewerbepark angesiedelt, der etwa 60 ha umfasst.

## Lage
Weira befindet sich mit seiner Gemarkung an der Nordabdachung des Thüringer Schiefergebirges mit Übergang der Böden in die Orlasenke. Das Gelände ist kupiert. Nördlich grenzt Weira an die Gemeinden Lausnitz bei Neustadt an der Orla und Neunhofen, deren gemeinsame Grenze im Mühlengrund im Zechsteinriffgebiet der Orlasenke verläuft. Auf Höhe der Orla bei der Schlagmühle hat Weira seinen geografisch tiefsten Punkt der Gemeinde mit ca. 290 m/NN. Westlich begrenzt wird Weira durch Oberoppurg und Quaschwitz entlang des Dürrbachgrunds. In südlicher Richtung steigt die Höhenlage auf ca. 520 m (Probst), die Nachbarorte Dreba und Knau begrenzen Weira dort entlang des Brüßbachs, südlich des Gewerbeparks. Die östlichen Grenzen teilt sich Weira entlang des Siechenbachs mit Kleina und Steinbrücken sowie mit Kospoda und dessen Ortsteil Meilitz. Die nächstgelegene Stadt ist Neustadt an der Orla. Durch die Ortsverbindungsstraße nach Kolba wird ein Anschluss an die Bundesstraße 281 erreicht, wodurch die ehemalige Kreisstadt Pößneck erreicht werden kann.

## Schutzgebiete und Wanderziele
- östliches Zechsteinriffgebiet Orlatal
- Drommberg
- Drebaer/Plothener Teichgebiet („Land der Tausend Teiche“)
- Mühlengrund und Totenstein
- Dürrbachmühle
- Pappelschenke
- St.-Anna-Kapelle in Krobitz

## Geschichte
Erstmals urkundlich erwähnt wurde der Ort am 31. Juli 1307. Der Ortsteil Krobitz wurde bereits 1074 erwähnt. Im 16. Jahrhundert wurde die dem heiligen Nikolaus gewidmete Wehrkirche errichtet, die den Einwohnern Schutz bei kriegerischen Auseinandersetzungen bieten sollte. Im 17. Jahrhundert konnte durch die Errichtung eines Tonnengewölbes als Kanalisation der hochwassergeplagte Ortskern trockengelegt werden.
1841 wurde die Holländerwindmühle erbaut. Sie besaß neben dem Getreidemahlgang seit 1841 ein Lohe-Stampfwerk. Bis 1938 lief der Betrieb mit Wind und dann bis 1964 mit Diesel und Elektroantrieb. 1864 wurde die so genannte „Fürstenfichte“ zu Ehren des Regierungsjubiläums der Großherzogin Maria Pawlowna gepflanzt.
In der jüngeren Geschichte ist Weiras Landschaft besonders durch die industrielle Mast durch das ehemalige Schweinezuchtkombinat Neustadt/Orla geprägt worden, durch deren Ammoniakbelastung erhebliche Schäden an Natur und Umwelt entstanden. Als zweitgrößte industrielle Mastanlage der DDR mit etwa 180000 Schweinen war die Anlage von 1978 bis 1991 in Betrieb und produzierte hauptsächlich Schweinefleisch zum Export in die Bundesrepublik. Betreiber der Anlage war der VEB Schweinezucht und -mast Neustadt/Orla, der ab den 1980er Jahren Teil des Kombinats Industrielle Tierproduktion war. Die durch die entstehenden Fäkalien deutlich verringerte Lebensqualität wurde kurz vor bzw. nach dem Ende der DDR durch Bürgerinitiativen betroffener Einwohner Weiras und der Nachbargemeinden aktiv bekämpft und in der freien bzw. überregionalen Presse thematisiert. In der Zeit nach 1990 wurden die vollkommen übersäuerten Wälder maßgeblich durch die Forstbetriebsgemeinschaft Dürrbachgrund neu aufgeforstet. Zum Abschluss dieser Wiederaufforstung pflanzte der ehemalige Thüringer Ministerpräsident Bernhard Vogel eine Eiche am Wegrand zum früheren Ortsverbindungsweg in Richtung Knau, neben der sich ein Gedenkstein befindet. Der 106 m hohe, weithin sichtbare Schornstein des Heizkraftwerks der ehemaligen SZM wurde am 7. Juli 2015 gesprengt.

### Einwohnerentwicklung
Entwicklung der Einwohnerzahl (Stand jeweils 31. Dezember):
| - 1994: 449 - 1995: 465 - 1996: 470 - 1997: 466 - 1998: 482 - 1999: 474 | - 2000: 472 - 2001: 461 - 2002: 441 - 2003: 434 - 2004: 438 - 2005: 429 | - 2006: 421 - 2007: 419 - 2008: 414 - 2009: 417 - 2010: 405 - 2011: 386 | - 2012: 383 - 2013: 379 - 2014: 375 - 2015: 379 - 2016: 383 - 2017: 378 | - 2018: 386 - 2019: 388 - 2020: 391 - 2021: 392 - 2022: 384 - 2023: 373 |

Datenquelle: Thüringer Landesamt für Statistik

## Politik

### Gemeinderat
Seit der Kommunalwahl 2014 setzt sich der Gemeinderat wie folgt zusammen:
- WG FFW Weira: 2 Sitze (32,7 %)
- WG Weira: kein Sitz (15,3 %) 1
- Freie Wähler: 4 Sitze (51,9 %)

Die Wahlbeteiligung lag bei 69,6 %.
1 1. Listenverbindung: Wählergruppe FFW Weira, Wählergemeinschaft Weira

### Wappen
Das Wappen wurde am 1. Februar 1995 durch das Thüringer Landesverwaltungsamt genehmigt.
Blasonierung: „In Grün mit eingebogener goldener Spitze; vorn ein linksgewendeter goldener Pferdekopf, hinten goldene gekreuzte Eisen und Schlägel, darüber ein goldenes Hochkreuz schwebend, in der Spitze eine grüne Fichte.“
Das Wappen wurde von dem Goßwitzer Manfred Fischer gestaltet.

## Vereine
In der Gemeinde Weira gibt es zwei Vereine:
- Landfrauen Weira
- Sportverein Weira SV 61

Am Ortsrand von Weira befindet sich eine im Jahre 1816 erbaute Holländer-Windmühle, in die 1841 eine Lohstampfe eingebaut wurde.

## Söhne und Töchter des Ortes
- Johann Schellhammer (1540–1620); lutherischer Theologe
- Karl Heinrich Frotscher (1796–1876); Pädagoge und Philologe
- Richard Müller (1880–1943); Gewerkschafter, Persönlichkeit der Novemberrevolution 1918/19